# Funzione di produzione
In economia, la funzione di produzione esprime il legame intercorrente tra le quantità dei singoli fattori di produzione usati e quantità di prodotto ottenuto. In altre parole, la funzione di produzione è la relazione tra la quantità massima di output ottenibile e la quantità di input necessaria per ottenerlo.
La quantità di prodotto ottenibile con una determinata combinazione quantitativa dei fattori è:
{\displaystyle q=f(x_{i})}
dove:
- {\displaystyle q} è la quantità di prodotto
- {\displaystyle i=1,...,n} sono i fattori di produzione
- {\displaystyle x_{i}} è il contributo del fattore i-esimo alla produzione
- {\displaystyle f} è la tecnologia, ovvero la funzione di produzione

La funzione di produzione elementare, alla base di molti modelli economici, è definita sui fattori di produzione capitale K e lavoro L:
{\displaystyle y=f(K,L)}.
Una funzione di produzione è definita neoclassica se: (i) ha rendimenti marginali decrescenti per tutti gli input; (ii) ha rendimenti costanti di scala; (iii) rispetta le condizioni di Inada.

## Legge dei rendimenti marginali decrescenti
Una funzione di produzione che ha rendimenti marginali decrescenti nei suoi fattori produttivi è una funzione il cui output aumenta proporzionalmente all'aumento dei fattori solo se tutti i fattori sono aumentati nella stessa proporzione. Se la quantità impiegata di un dato fattore della produzione viene fatta aumentare progressivamente, mantenendo costanti le quantità degli altri fattori, la produzione aumenta sempre di meno per un ammontare via via più piccolo e tendente a zero. Si dice che la produttività marginale del fattore tende a zero al tendere a infinito della quantità impiegata del fattore stesso.
Data una funzione di produzione elementare neoclassica:
{\displaystyle y=f(K,L)}
la funzione f ha rendimenti marginali decrescenti se:
{\displaystyle F_{K}>0}   e   {\displaystyle F_{L}>0};
{\displaystyle F_{KK}<0}  e  {\displaystyle F_{LL}<0}
ovvero se la derivata prima è positiva rispetto a tutti i fattori e la derivata seconda è negativa rispetto a tutti i fattori.

## Rendimenti costanti di scala
Si parla di rendimenti di scala costanti quando ad una variazione degli input corrisponde una variazione proporzionale dell'output (ad esempio si dimezza quando si dimezzano gli input).